# Lobios
Lobios és un municipi de la província d'Ourense a Galícia. Pertany a la Comarca da Baixa Limia.
| 4.201 | 4.640 | 5.221 | 5.102 | 2.547 |
| Fonts: INE i IGE (Els criteris de registre censal variaren i les dades de l'INE i de l'IGE poden no coincidir.) |       |       |       |       |